# Aleksander Koniecpolski (1620–1659)
 Aleksander Koniecpolski  herbu Pobóg (ur. w 1620 w Podhorcach, zm. 30 lub 31 marca 1659) – polski książę od 1637, wojewoda sandomierski od 1656, regimentarz koronny w latach 1648–1649, chorąży wielki koronny od 1641. Magnat kresowy, starosta wielu pogranicznych ziem (perejasławski 1637, czehryński 1643, korsuński 1643, płoskirowski 1643, doliński 1648, kaniowski 1651, kamieniecki 1652. Aktywny uczestnik wojen kozackich, jeden z inspiratorów kapitulacji wojsk koronnych podczas potopu szwedzkiego.

## Życiorys
Urodził się w Podhorcach, był synem Stanisława, hetmana wielkiego koronnego i jego drugiej żony, Krystyny Lubomirskiej. Otrzymał staranne wykształcenie; ogólne w szkole nowodworskiej w Krakowie, a wojskowe i polityczne pod okiem najlepszych mistrzów, zwłaszcza ojca któremu towarzyszył w przygotowywanej kampanii szwedzkiej. We wrześniu 1635 roku przebywał z nim w Sztumskiej Wsi. Lata 1635–1638 spędził za granicą ze swym wychowawcą Szymonem Starowolskim. Zwiedził wówczas Włochy, Francję i Belgię. Wyróżnił się dzielnością przebywając w cesarskiej służbie wojskowej w Niemczech i w Holandii za co został wyróżniony wraz z ojcem w roku 1637 przez cesarza Ferdynanda III tytułem księcia Świętego Cesarstwa Rzymskiego. W tym roku otrzymał od ojca starostwo perejasławskie. W 1640 znowu przebywał za granicą, m.in. w Lejdzie (Holandia). W roku następnym wyruszył z kolei do Bolonii, a w 1643 przebywał w Niderlandach. Jesienią tego roku otrzymał dwa nowe starostwa, korsuńskie i płoskirowskie, a wkrótce także czehryńskie. W styczniu 1644 roku Koniecpolski odznaczył się pod rozkazami ojca w kampanii ochmatowskiej przeciw Tatarom, walcząc w środkowym szyku na czele swej chorągwi złożonej ze 150 ludzi. W czasie całej surowej zimy tego roku działał wraz z ojcem przeciw Tatarom na Ukrainie.
Poseł na sejm 1643 roku, sejm 1646 roku
.

### Po śmierci Stanisława Koniecpolskiego
Po śmierci ojca w marcu 1646 r. przejął część jego starostw wraz z Podhorcami i Brodami w ziemi lwowskiej, gdzie w sierpniu tego roku gościł króla Władysława IV z żoną Ludwiką Marią Gonzaga. Był wówczas wymieniany wśród kandydatów do opróżnionej przez ojca buławy hetmańskiej. Po śmierci ojca kontynuował też rozpoczętą przez niego w 1643 r. budowę pałacu rodziny Koniecpolskich w Warszawie według projektu Constantina Tencalli (dzisiejszy Pałac Prezydencki). W roku 1648 został starostą dolińskim.
Na sejmach, do których Koniecpolski posłował z woj. ruskiego i sandomierskiego w latach 1646–1649, 1653, pełnił różne funkcje obywatelskie, ale załatwiał również prywatne porachunki, np. z Jeremim Wiśniowieckim o dobra hadziackie (w roku 1646). W związku z planami Władysława IV wojny antytureckiej, w październiku 1646 r., prowokując Wysoką Portę, wraz ze strażnikiem koronnym Samuelem Łaszczem i współdziałając z Jeremim Wiśniowieckim, uderzył, na Tatarów na Poniżu Dnieprowym w ok. 4000 ludzi i dotarł pod Oczaków, zabierając licznych jeńców tatarskich oraz spore łupy (2000 wołów, 3000 koni, 10 000 owiec). Ta akcja Koniecpolskiego wywołała wiosną 1648 r. odwet Islam III Gireja, wykorzystany przez Bohdana Chmielnickiego. Na elekcji w 1648 r. reprezentował interesy Jana Kazimierza. Jako jeden z jego posłów do pactów conventów podpisał też elekcję.

### Walka podczas powstania Chmielnickiego
Jako magnat kresowy i starosta wielu pogranicznych ziem przyczyniał się swym surowym postępowaniem do zaognienia konfliktów zarówno z Carstwem Rosyjskim, jak i z Kozakami. To właśnie w dobrach Koniecpolskiego podstarości Daniel Czapliński, urzędnik i wykonawca jego poleceń, wszedł w zatarg z Bohdanem Chmielnickim o majątek i kobietę, co w efekcie stało się zapalnikiem wybuchu powstania kozackiego, nazwanego później powstaniem Chmielnickiego. Czapliński kazał uwięzić Bohdana Chmielnickiego, protestującego przeciw zaborowi przez Czaplińskiego majątku – chutoru Subotów, a jego syna Ostapa podczas zajazdu pobić na śmierć. Chmielnicki skierował w czerwcu 1647 r. skargę do króla, uzyskując satysfakcję w postaci królewskiego listu upominającego Koniecpolskiego (z 24 czerwca 1647) oraz zakazujący mu nadużyć wobec Kozaków. Koniecpolski nie podporządkował się jednak poleceniu króla. W latach 1647–1648 wystawił chorągiew husarską (60-65 koni). Po klęsce korsuńskiej (26 maja 1648) został na zjeździe mazowieckim wybrany, a na sejmie konwokacyjnym w lipcu tego roku zatwierdzony, regimentarzem wraz z Mikołajem Ostrorogiem i Władysławem Dominikiem Zasławskim-Ostrogskim. Z powodu młodego jak na wodza wieku (28 lat) Chmielnicki nazwał Koniecpolskiego „dzieciną”. Do dawnego sporu Koniecpolskiego (od 1646) z wojewodą Jeremim Wiśniowieckim przybył wraz z tą nominacją nowy powód zawiści; niedołężnych regimentarzy przeciwstawiano energicznemu pogromcy Kozaków. Koniecpolski brał udział w bitwach pod Konstantynowem (17 września) i Piławcami (23 września), gdzie dostał się nawet na krótko do niewoli. Jednak już z początkiem października był w Jaworowie, gdzie organizował pomoc dla zagrożonego Lwowa. W tym też roku uczestniczył w elekcji nowego króla Jana Kazimierza. W styczniu 1649 r. zjawił się na koronacji, gdzie pełnił swe funkcje chorążego koronnego. W tym roku ponownie wybrany został regimentarzem, tym razem z Andrzejem Firlejem i Stanisławem Lanckorońskim. Od 30 czerwca 1649 r. bronił Zbaraża, wraz z własną chorągwią wołoską 200 koni, na czele dywizji kwarcianych. Odznaczył się zwłaszcza podczas szturmu Kozaków 13 lipca znakomitym wypadem królewskich chorągwi jazdy za wałami, uderzając w bok szyku nieprzyjaciela. Za zbaraskie zasługi otrzymał Koniecpolski na najbliższym sejmie pensję roczną. W latach 1649–1652 utrzymywał drugą chorągiew husarską pod komendą Stanisława Wyżyckiego (100-150 koni) oraz w latach 1649-1655 kilka chorągwi kozackich po 50-255 koni. Pomimo tych akcji nie otrzymał z początkiem 1650 r. spodziewanego mianowania na jeden z wakujących wyższych urzędów.
W 1651 wziął znowu udział w kampanii przeciw Kozakom i Tatarom. 17 maja 1651 król wysłał go spod Sokala na pomoc cofającym się oddziałom z Kamieńca Podolskiego. Z końcem maja prezentował pod Sokalem pułk złożony z własnej chorągwi husarskiej i 11 chorągwi kozackich. Wyprawiony ponownie w czerwcu przez króla spod Sokala z pułkiem 2500-3000 jazdy dla opanowania przepraw pod Beresteczko, poprowadził dalekie rozpoznanie, aż nad Dubno. W bitwie pod Beresteczkiem Koniecpolski jako dowódca pułku odznaczył się na prawym skrzydle koronnego szyku; spędził tatarskich harcowników i uderzył na skrzydło cofającego się nieprzyjaciela. W zapale walki zapędził się tak daleko, że został otoczony przez ordę i dopiero przybyłe z odsieczą chorągwie odrzuciły Tatarów. Za uciekającym nieprzyjacielem ruszył w pogoń 30 czerwca ze swym pułkiem, ale nie zdołał dogonić przeciwnika. Wziął w tej akcji jeńców, w tym jednego murzę, zdobył namiot chański i jego rydwan. Za te czyny współcześni wymieniali Koniecpolskiego wśród głównych bohaterów beresteckiego zwycięstwa. Z końcem sierpnia tego roku otrzymał też starostwo kaniowskie. Sejmik proszowski 15 grudnia 1651 znowu zalecał go do szczególnej nagrody, zwłaszcza że stracił swe dobra na Ukrainie. Otrzymał ją na sejmie w 1652 roku w postaci dwóch dalszych starostw, kamionowskiego i strumiłowskiego. Potem brał jeszcze udział z hetmanem, Mikołajem Potockim w kampanii przez w głąb Ukrainy. Poseł nieznanego sejmiku na sejm 1653 roku. Jesienią 1654 r. uczestniczył w wyprawie hetmanów pod Buszę, Ładyżyn i Ochmatów a pod koniec tego roku dotarł pod Żwaniec.

### Postawa wobec potopu szwedzkiego
W okresie „potopu szwedzkiego” Koniecpolski wystąpił przeciwko królowi. Po klęsce i ucieczce spod Wojnicza koło Tarnowa (3 października 1655) przeszedł 16 X do Szwedów z 5000 wojska kwarcianego. Był głównym inicjatorem rozłamu w wojsku koronnym i jego kapitulacji. Wprawdzie już po bitwie gołąbskiej (18 lutego 1656) wojsko kwarciane Koniecpolskiego opowiedziało się przeciwko Szwedom i ruszyło z Mazowsza, wydając w Białej (19 lutego) i Zambrowie (2 marca) manifesty wierności dla Jana Kazimierza, ale dopiero w marcu tego roku połączyło się z wojskiem królewskim. Koniecpolski przyprowadził wówczas ok. 5000 jazdy. Dalsze działania wojenne prowadził wraz z wojskami Stefana Czarnieckiego. Blokował Karola Gustawa w widłach Wisły i Sanu, po czym wziął udział w kampanii wielkopolskiej.
W maju 1656 roku został Koniecpolski mianowany wojewodą sandomierskim po Władysławie Gonzadze Myszkowskim, który przeszedł na województwo krakowskie. W tym roku walczył jeszcze pod Warszawą a potem na Pomorzu, pod Sztumem i Toruniem, gdzie w październiku 1657 r. wystawił sześć chorągwi. Nie odegrał tam jednak większej roli, dowodził bowiem hetman Jerzy Lubomirski. Jesienią 1658 roku przeszedł z 3 pułkami ok. 3300 koni blokować Malbork, Grudziądz, Brodnicę, Sztum i szarpać nieprzyjaciela. Rozbił podjazd z Malborka i wziął jeńców oraz dotarł po nieudanej potyczce pod Chełmnem do Kiszporku (Dzierzgonia). Tam ciężko zachorował, zmuszony więc był zrezygnować z dalszej kampanii i oddać komendę chorążemu koronnemu Janowi Sobieskiemu. Za te zasługi wojenne, a w szczególności za koszt utrzymania załóg w jego Brodach i Jazłowcu, sejm w 1658 roku przyznał Koniecpolskiemu prawo pobierania ceł i myta w Jazłowcu przez trzy lata.

### Śmierć
Koniecpolski zmarł nagle 30 marca 1659 w Podhorcach. Był żonaty z Joanną Barbarą Zamoyską (zm. 7 VII 1653), córka kanclerza wielkiego koronnego Tomasza Zamoyskiego i Katarzyny Ostrogskiej; ślub odbył się w Zamościu 9 XI 1642. Pozostawił dwóch synów, Samuela zmarłego po roku 1661 i Stanisława, późniejszego kasztelana krakowskiego. Posiadał liczne dobra na Kresach Wschodnich, na Pomorzu i Mazowszu.

## Wywód przodków
| 4. Aleksander Koniecpolski |  |                           |  |  |                            |
|                            |  | 2. Stanisław Koniecpolski |  |  |                            |
| 5. Anna Sroczycka          |  |                           |  |  |                            |
|                            |  |                           |  |  | 1. Aleksander Koniecpolski |
| 6. Sebastian Lubomirski    |  |                           |  |  |                            |
|                            |  | 3. Krystyna Lubomirska    |  |  |                            |
| 7. Anna Branicka           |  |                           |  |  |                            |
|                            |  |                           |  |  |                            |